# Liste der Gebietsänderungen in Thüringen 2007
Die Liste der Gebietsänderungen in Thüringen 2007 enthält Änderungen an Gemeindegebieten des Landes Thüringen in der Zeit vom 1. Januar 2007 bis zum 31. Dezember 2007. Dazu zählen unter anderem Zusammenschlüsse und Trennungen von Gemeinden, Eingliederungen von Gemeinden in eine andere, Änderungen des Gemeindenamens und Umgliederungen von Teilen einer Gemeinde in eine andere.

## Legende
- Datum: juristisches Wirkungsdatum der Gebietsänderung
- Gemeinde vor der Änderung: Gemeinde vor der Gebietsänderung
- Maßnahme: Art der Gebietsänderung
- Gemeinde nach der Änderung: Gemeinde nach der Gebietsänderung
- Landkreis: Landkreis der Gemeinde nach der Gebietsänderung

Die Sortierung erfolgt chronologisch: Datum, kreisfreie Städte, Landkreise, aufnehmende oder neu gebildete Gemeinde. Heute noch bestehende Gemeinden sind farbig unterlegt.

## Liste
| Datum      | Gemeinde vor der Änderung                                                                                   | Maßnahme        | Gemeinde nach der Änderung   | Landkreis              |
| ---------- | --- | --------------- | ---------------------------- | ---------------------- |
| 01.12.2007 | Wintersdorf                                                                                                 | Eingliederung   | Meuselwitz                   | Altenburger Land       |
| 01.12.2007 | Ernstroda Finsterbergen                                                                                     | Eingliederung   | Friedrichroda                | Gotha                  |
| 01.12.2007 | Esperstedt                                                                                                  | Eingliederung   | Bad Frankenhausen/Kyffhäuser | Kyffhäuserkreis        |
| 01.12.2007 | Schernberg                                                                                                  | Eingliederung   | Sondershausen                | Kyffhäuserkreis        |
| 01.12.2007 | Obergebra                                                                                                   | Eingliederung   | Bleicherode                  | Nordhausen             |
| 01.12.2007 | Petersdorf Rodishain Stempeda                                                                               | Eingliederung   | Nordhausen                   | Nordhausen             |
| 01.12.2007 | Großkochberg Heilingen                                                                                      | Eingliederung   | Uhlstädt-Kirchhasel          | Saalfeld-Rudolstadt    |
| 01.12.2007 | Behrungen Berkach Bibra Exdorf Jüchsen Nordheim Queienfeld Rentwertshausen Schwickershausen Wolfmannshausen | Zusammenschluss | Grabfeld                     | Schmalkalden-Meiningen |
| 01.12.2007 | Behringen Hörselberg                                                                                        | Zusammenschluss | Hörselberg-Hainich           | Wartburgkreis          |
| 01.12.2007 | Hottelstedt                                                                                                 | Eingliederung   | Berlstedt                    | Weimarer Land          |
| 01.12.2007 | Hohlstedt                                                                                                   | Eingliederung   | Großschwabhausen             | Weimarer Land          |
| 01.12.2007 | Utzberg | Eingliederung   | Nohra                        | Weimarer Land          |